# تیسادوب
تیسادوب (به مجاری:  Tiszadob) یک منطقهٔ مسکونی در مجارستان است که در ناحیه تیساواش‌واری واقع شده‌است. تیسادوب ۸۲٫۶۰ کیلومتر مربع مساحت و ۳٬۳۴۱ نفر جمعیت دارد.